# Didžeridu
Didžeridu je aerofoni instrument avstralskih aboridžinov. Izraz za ta glasbeni instrument so skovali zahodni priseljenci in je onomatopoetskega izvora. Tradicionalno je narejen iz votlega evkalipta, ki so ga izvotlili termiti ali je odmrl iz drugih vzrokov.
Zanesljivih dokazov za čas didžeridujevega nastanka ni, pogosto pa ga omenjajo kot najstarejše pihalo. Arheološke študije v severni Avstraliji skušajo z jamskimi slikarijami dokazati, da je na didžeridu ljudstvo Kakadu igralo že pred 1500 leti. Dolgi so od 100 do 150 cm.